# Movimento de Libertação do Povo Benishangul
O Movimento de Libertação do Povo Benishangul é um grupo rebelde armado com base na região Benishangul-Gumuz na Etiópia. A organização já assinou acordos de paz com o governo federal da Etiópia em 2005 e 2013.

## Criação
De acordo com o Tigrai Online, o Movimento de Libertação do Povo Benishangul foi criado em 1996 como um movimento rebelde armado. Um promotor etíope alegou que a organização foi criada por Abdulwahab Mehadi em 2007.

## Objetivos
O Movimento de Libertação do Povo Benishangul afirmou em 2018 que o povo berta e o povo gumuz foram "oprimidos por todas as três comunidades mais poderosas da Etiópia" e que a Frente de Libertação Oromo atacou os habitantes locais na Zona Kamashi.

## Processos de paz
A organização assinou um acordo de paz com o governo federal da Etiópia em 2005. Os combates recomeçaram em 2006.
Em junho de 2013, o Movimento de Libertação do Povo Benishangul e o governo federal concordaram com um acordo de paz em 2013. Os membros da organização receberam a promessa de anistia da promotoria e o apoio governamental no âmbito do acordo. Os detidos foram libertados. 

## Apoio da Eritreia
O Movimento de Libertação do Povo Benishangul recebeu apoio, incluindo treinamento militar, na Eritreia, de acordo com um promotor etíope e Husien Ahmed, um dos líderes da organização. 

## Ações militares
Em 2015, dez membros do grupo foram acusados de ataques armados contra a Força de Defesa Nacional da Etiópia em um tiroteio de 30 minutos em Bulfadto em Asosa. 